# Achensee
L'Achensee (ou lac Achen) est un lac alpin situé sur le territoire du district de Schwaz, au nord de la commune tyrolienne de Jenbach, en Autriche.
Situé à 380 mètres au-dessus de la vallée de l'Inn, il est entouré par le massif des Karwendel à l'Ouest et les Alpes de Brandenberg à l'Est.
L'Achensee a une profondeur maximale de 133 mètres. La qualité exceptionnelle de son eau, qui est proche de qualité d'eau potable, garantit une visibilité allant jusqu'à dix mètres sous l'eau. Comme tout lac alpin, sa température ne dépasse que rarement les 20 °C. Grâce à ses dimensions et les conditions de vent optimales pour le nautisme et la planche à voile, il est parfois surnommé de mer tyrolienne.
Les villages lacustres qui le bordent sont les stations de vacances comme : Pertisau, Maurach et Buchau, ainsi que l'ancien hôtel Seespitz sur la rive Sud, tous appartenant à la commune de Eben am Achensee, et la commune d'Achenkirch au Nord, avec les quartiers de Scholastika et Achenseehof.

## Bassin versant

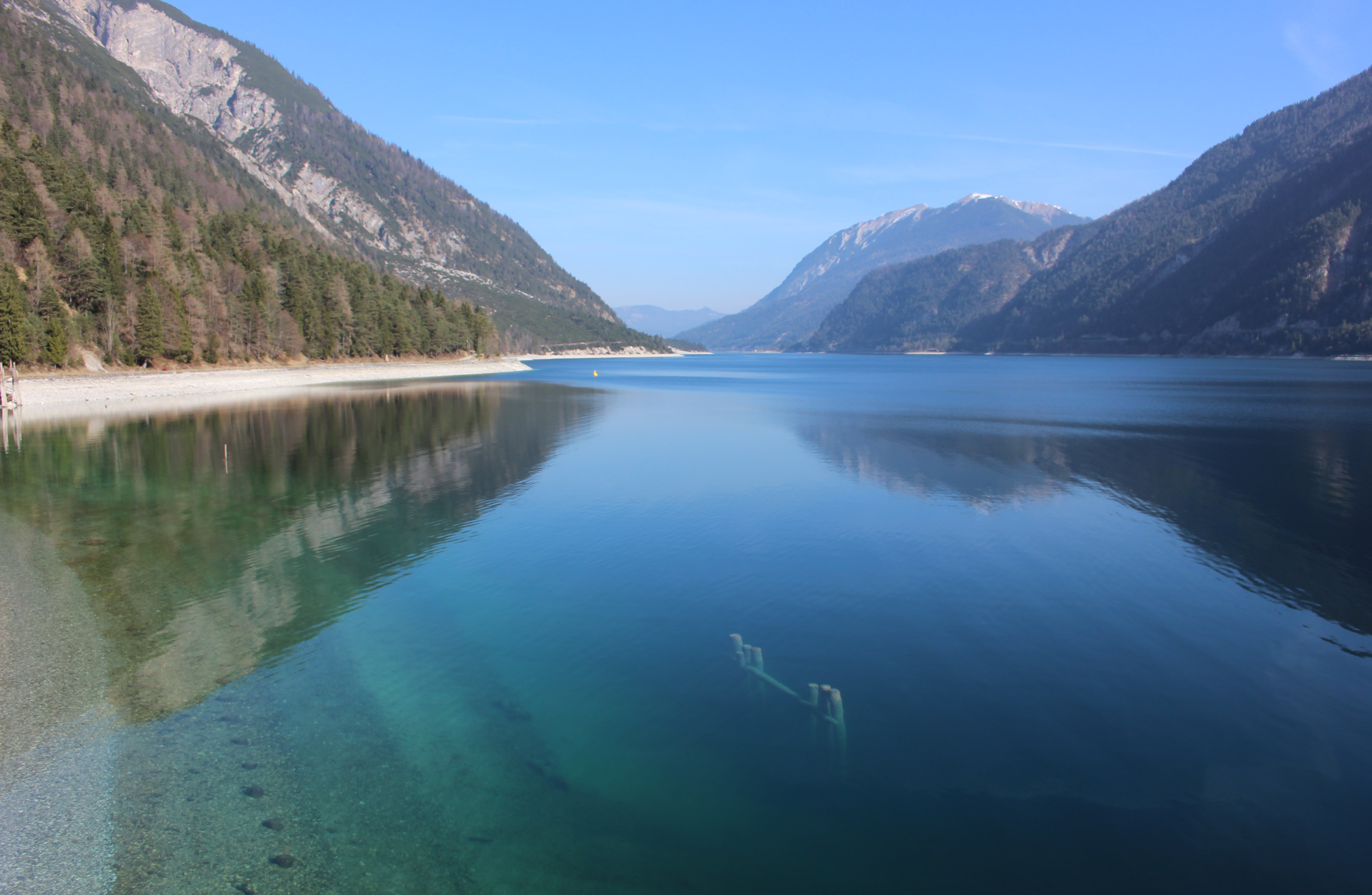

Le bassin versant naturel du lac s'étend sur 105,3 km2. Afin d'augmenter la quantité d'eau disponible pour l'opération de la centrale hydroélectrique, l'eau de plusieurs ruisseaux comme la Dürrach ou l'Ampelsbach est dirigée vers l'Achensee, élargissant ainsi le bassin versant de 122,7 km2.
La majorité des surfaces du bassin versant est couverte par des forêts ou autres végétations naturelles (87,8 %). Le reste se compose de plan d'eau (6,9 %), terrain agricole (2,8 %) et de terrain bâti (2,5 %). Son point culminant est le Sonnjoch avec une altitude de 2 457 mètres.